# Evangelizzazione
L'evangelizzazione è un termine della teologia cristiana e indica due distinte attività: l'annuncio del vangelo per la conversione dei non cristiani, e l'azione della comunità dei credenti per trasformare la società e renderla adeguata alle esigenze evangeliche. Evangelizzazione deriva del sostantivo greco euangelizein, che indica l'annuncio di una buona notizia, annunciare una vittoria.

## Sfondo Biblico
Il termine euangelion e derivati appare 76 volte nel Nuovo Testamento (56 volte negli scritti paolini, di cui 48 negli scritti di Paolo, e 8 volte negli scritti deutero paolini). Nei vangeli ricorre 12 volte, 4 in Matteo e 8 in Marco. Il termine è assente in Luca, Giovanni e scritti giovannei, lettere agli Ebrei, seconda di Pietro, Giacomo, Giuda. Nel Nuovo Testamento, evangelizzare si riferisce sempre al trasmettere una notizia che ha a che fare con Dio. Si presuppone sempre che si parli di Cristo. Non è corretto tradurre vangelo con buona notizia, visto che il termine indica anche annuncio di un giudizio, che potrebbe non essere buono per chi ascolta. In questa eccezione è però usato sin dall'antichità per indicare i quattro scritti neotestamentari di Matteo, Marco, Luca e Giovanni.
Sebbene il termine venga usato con accezioni diverse anche dallo stesso autore (negli scritti paolini si trovano i significati di annuncio, annunciatore, annuncio di gioia, annuncio di speranza futura, predicazione, ecc.), si può asserire che il termine euangelizein preveda sempre il messaggio-annuncio di Cristo orientato al Kyrios (il Signore) futuro, e quindi al Cristo che al suo ritorno darà un giudizio o concederà grazia a l'umanità.

## Storia dell'evangelizzazione
Per i vangeli di Matteo e Marco, Gesù è un evangelizzatore. La Chiesa ha però applicato il termine alla propria attività. L'evangelizzazione quindi nasce a Pentecoste. Gli apostoli riuniti nel cenacolo ricevono il dono dello Spirito Santo e iniziano a dare testimonianza pubblica della loro fede. L'evangelizzazione continua con la predicazione della Parola di Dio da parte degli apostoli, l'attività di aiuto ai poveri da parte di alcuni volontari, e dall'annuncio di alcune persone designate dalla comunità, come nel caso di Barnaba e Paolo. I primi evangelizzatori – missionario è un termine che si attesterà solo alla fine del medioevo – diressero la loro attenzione alle comunità ebraiche dal bacino mediterraneo, per aprirsi poi anche ai pagani, cioè a non credenti di origine non ebraiche. Questo fu possibile grazie alle decisioni prese al Concilio di Gerusalemme, dove gli apostoli accettarono la posizione di Paolo di Tarso di non obbligare i nuovi credenti provenienti dal paganesimo ad accettare tutte le regole e leggi ebraiche (le 613 leggi del Pentateuco, e la kasherut – legge che regola la preparazione e assunzione del cibo). Questa decisione permise ai primi annunciatori del vangelo di rivolgersi a tutte le popolazioni che incontravano. 
Con l'impeto della prima ondata evangelizzatrice, la Chiesa si diffuse così in Medio Oriente, Africa settentrionale, Italia e Spagna, nonché all'interno dell'Asia.

## Storia dell'evangelizzazione in Europa
Il cristianesimo trovò nell'impero romano sia un campo fertile per uno sviluppo rapido che una fiera opposizione. L'impero, con le sue strutture di comunicazione, la stabilità politica e la lingua comune (si parlava dovunque il latino e il greco della koiné), permisero che i primi cristiani potessero facilmente comunicare con nuove popolazioni. Non a caso si hanno notizie di comunità cristiane nella penisola italica, Macedonia, Grecia, penisola Iberica, Dalmazia e Gallia già prima della fine del I secolo. L'evangelizzazione venne arginata da persecuzioni, anche violente. Più imperatori decisero di perseguitare i cristiani, dando via all'era dei martiri. Questo terminò con la pubblicazione dell'Editto di Milano nel 313. Ai cristiani venne riconosciuta la libertà di culto.
La comunità cristiana si diffuse dapprima nelle città e poi nelle zone rurali (pagi in latino, da cui il termine pagano). Nel IV secolo, soprattutto grazie ai monaci, quasi tutta l'Europa venne raggiunta, anche se l'evangelizzazione potrà dirsi conclusa solo molto più tardi, nel XIV secolo, quando si aprì il nuovo capitolo della predicazione dei protestanti e dei controriformisti.

## Storia dell'evangelizzazione in Africa
Si possono riconoscere tre distinte tappe nell'evangelizzazione del continente africano. La prima ondata evangelizzatrice vede la comunità cristiana propagarsi in tutto il nord Africa, nell'attuale Sudan, e in Etiopia. Questa prima ondata evangelizzatrice ebbe termine con l'invasione islamica del VII secolo. Dal XV al XVIII secolo ci furono vari tentativi di evangelizzazione lungo le coste. I missionari, come iniziarono ad essere chiamati allora, seguirono le rotte commerciali aperte dalle flotte portoghesi. Importante è il tentativo di evangelizzare la regione dell'attuale Congo nel XVI secolo. La terza tappa, e quella che riuscì a penetrare veramente il territorio di tutto il continente, è quella iniziata con il risveglio missionario europeo del XIX secolo. 
È Stato quello il tempo della rinascita missionaria guidata dalla devozione al Sacro Cuore, che chiedeva l'annuncio del Vangelo a tutte le persone del mondo. Tra i grandi missionari che operarono in Africa nel XIX secolo va menzionato Daniele Comboni, primo vescovo dell'Africa Centrale e fondatore dei missionari comboniani. Comboni disegnò un piano d'azione ancora oggi considerato profetico: salvare l'Africa con l'Africa. L'Africa viveva il dramma della schiavitù, molti non erano pronti a riconoscere la totale umanità degli africani. Comboni mostrò la sua piena fiducia negli africani proponendo di costruire università e altre scuole lungo la costa per preparare laici che portassero sviluppo e il Vangelo all'interno. Oggi la chiesa africana è presente in tutto il continente ed è sempre più indipendente dall'apporto di missionari esteri. La stessa chiesa africana manda missionari in Africa e in altri continenti.
Oltre a Daniele Comboni, ci sono state altre due grandi figure dell'evangelizzazione in Africa: Charles Martial Lavigerie et Melchior De Marion Brésillac. Il primo è il fondatore dei Missionari d'Africa (Padri Bianchi), e il secondo è il fondatore della Società delle Missioni Africane (SMS).

## Esempi di evangelizzatori

### Europa
- Paesi Slavi: Santi Cirillo e Metodio
- Danimarca e Svezia: Sant'Oscar di Brema
- Inghilterra: Sant'Agostino di Canterbury
- Irlanda: San Patrizio e Santa Brigida d'Irlanda
- Scozia: San Columba di Iona
- Germania: San Bonifacio di Magonza
- Baviera e Carinzia: San Ruperto di Salisburgo
- Norico: San Severino;
- Frisia: San Federico di Utrecht;
- Gallia: San Martino di Tours, San Marziale di Limoges, San Dionigi di Parigi, San Graziano di Tours, San Saturnino di Tolosa e San Liborio di Le Mans
  - Franca Contea: San Ferreolo e San Ferruccio.

### Africa
- Africa: San Daniele Comboni
- Etiopia: San Frumenzio
- Mauritius: Beato Jacques-Désiré Laval

### America
- Canada: Santi martiri canadesi, San François de Montmorency Laval e Santa Maria Guyart
- Arizona: Eusebio Francesco Chini, detto Padre Kino
- California: San Junípero Serra
- Messico: Juan de Zumárraga, Vasco de Quiroga e Bartolomé de las Casas
- Brasile: San José de Anchieta
- Colombia: San Pietro Claver
- Guatemala: San Pedro de San José de Bethencourt
- Perú: San Turibio de Mogrovejo e San Francesco Solano

### Asia
- Indie: San Francesco Saverio
- Cina: Beato Giovanni da Montecorvino e Matteo Ricci
- Sri Lanka: San Giuseppe Vaz

### Oceania
- Polinesia: San Pietro Chanel
- Melanesia e Micronesia: Beato Giovanni Battista Mazzucconi